# 1ª Divisão 1951 (hockey su pista)
La 1ª Divisão 1951 è stata la 13ª edizione del torneo di primo livello del campionato portoghese di hockey su pista. La manifestazione fu disputata tra il 13 maggio e si concluse il 10 dicembre 1951. Il titolo è stato conquistato dal Benfica per la prima volta nella sua storia.

## Stagione

### Formula
La 1ª Divisão 1951 vide ai nastri di partenza diciassette club divisi in due gironi; ogni girone fu organizzato con un girone all'italiana, con gare di andata e ritorno. Erano assegnati tre punti per l'incontro vinto e due punti a testa per l'incontro pareggiato, mentre ne era attribuito uno solo per la sconfitta. Al termine della prima fase le prime tre squadre di ogni gruppo si qualificarono alla fase finale; la vincitrice venne proclamata campione del Portogallo.

## Prima fase

### Regional do Norte
|  | Pos. | Squadra           | Pt | G  | V  | N | P | GF | GS | DR |
|  | ---- | ----------------- | -- | -- | -- | - | - | -- | -- | -- |
|  | 1.   | Infante de Sagres | 40 | 14 | 13 | 0 | 1 |    |    |    |
|  | 2.   | Académica         | 37 | 13 | 12 | 0 | 1 |    |    |    |
|  | 3.   | Sanjoanense       | 31 | 14 | 8  | 1 | 5 |    |    |    |
|  | 4.   | Estrela           | 27 | 14 | 5  | 3 | 6 |    |    |    |
|  | 5.   | Espinho           | 25 | 14 | 4  | 3 | 7 |    |    |    |
|  | 6.   | Escola Livre      | 23 | 13 | 5  | 0 | 8 |    |    |    |
|  | 7.   | Carvalhos         | 23 | 14 | 4  | 1 | 9 |    |    |    |

Legenda:
  Qualificata alla fase finale.
      Retrocesse in 2ª Divisão 1952.
Note:
Tre punti a vittoria, due a pareggio, uno a sconfitta.

### Regional do Sul
|  | Pos. | Squadra          | Pt | G  | V  | N | P  | GF  | GS  | DR  |
|  | ---- | ---------------- | -- | -- | -- | - | -- | --- | --- | --- |
|  | 1.   | Benfica          | 52 | 18 | 17 | 0 | 1  | 127 | 39  | +88 |
|  | 2.   | Sintra           | 48 | 18 | 15 | 0 | 3  | 112 | 41  | +71 |
|  | 3.   | Paço de Arcos    | 47 | 18 | 14 | 1 | 3  | 96  | 54  | +42 |
|  | 4.   | CF Benfica       | 40 | 18 | 10 | 2 | 6  | 59  | 59  | 0   |
|  | 5.   | Sporting Oeiras  | 36 | 18 | 8  | 2 | 8  | 88  | 79  | +9  |
|  | 6.   | Campo de Ourique | 33 | 18 | 6  | 3 | 9  | 80  | 78  | +2  |
|  | 7.   | Cascais          | 31 | 18 | 6  | 1 | 11 | 53  | 81  | -28 |
|  | 8.   | Amadora          | 28 | 18 | 3  | 4 | 11 | 54  | 100 | -46 |
|  | 9.   | Parede           | 23 | 18 | 2  | 1 | 15 | 24  | 70  | -46 |
|  | 10.  | Colegio Militar  | 22 | 18 | 2  | 0 | 16 | 53  | 145 | -92 |

Legenda:
  Qualificata alla fase finale.
      Retrocesse in 2ª Divisão 1952.
Note:
Tre punti a vittoria, due a pareggio, uno a sconfitta.

## Fase finale
|  | Pos. | Squadra           | Pt | G  | V | N | P | GF | GS | DR  |
|  | ---- | ----------------- | -- | -- | - | - | - | -- | -- | --- |
|  | 1.   | Benfica           | 28 | 10 | 8 | 2 | 0 | 33 | 14 | +19 |
|  | 2.   | Paço de Arcos     | 23 | 10 | 6 | 1 | 3 | 31 | 27 | +4  |
|  | 3.   | Sintra            | 22 | 10 | 4 | 4 | 2 | 36 | 29 | +7  |
|  | 4.   | Infante de Sagres | 19 | 10 | 3 | 3 | 4 | 23 | 20 | +3  |
|  | 5.   | Académica         | 15 | 10 | 2 | 1 | 7 | 20 | 27 | -7  |
|  | 6.   | Sanjoanense       | 13 | 10 | 1 | 1 | 8 | 11 | 37 | -26 |

Legenda:
      Campione del Portogallo.
Note:
Tre punti a vittoria, due a pareggio, uno a sconfitta.